# Mako (網站)

（希伯來語：‎）是一個以色列新聞網站，和ynet、Walla! 新聞並列以色列三大新聞網站。於2008年10月開始營運，由科舍傳媒集團建立。

## 外部連結
- 官方网站